# ミハイロフスキー劇場
ミハイロフスキー劇場 （ロシア語: Михайловский театр、英語: Mikhailovsky Theatre） は、ロシアのサンクトペテルブルクにあるオペラとバレエ専用の劇場。1833年に設立。ソビエト連邦時代（1924 - 1991年）は「レニングラード国立歌劇場」、あるいは単にマールイ劇場（ロシア語で「小劇場」の意）と呼ばれていた。

## 歴史・沿革
1833年、ロシア帝国の首都サンクトペテルブルクに「帝室ミハイロフスキー劇場」として創設される。1859年に建て替えが行われる。ロシア革命（1917年）までは専属のオペラ、バレエ団をもたず、主に演劇を上演。革命直後の1918年、ロッシーニの「セビリアの理髪師」でオペラ劇場として再出発。創立100周年の1933年、バレエ団を創設した。

## 名称の変遷
都市の名称も変わったことから、多様な翻訳名や記述が存在する。（例：レニングラードのマールイ劇場等）
劇場名
- 1833-1920: ミハイロフスキー劇場（英語:  Mikhailovsky Theatre）
- 1920: （英語:  The State Academic Theatre of Comic Opera）
- 1921-1926: ペトログラード・マールイ劇場（英語: Maly Petrograd State Academic Theatre）
- 1926-1963: レニングラード・マールイ劇場（英語:  Leningrad State Academic Maly Opera Theatre／略称: MALEGOT）
- 1963-1989: レニングラード国立歌劇場／レニングラード・マールイ劇場（英語: Leningrad State Order of Lenin Academic Maly Opera and Ballet Theatre）
- 1989-2007: ムソルグスキー記念オペラ・バレエ劇場
- 2007 - 現在: ミハイロフスキー劇場（英名: Mikhailovsky Theatre）

劇場の愛称
サンクトペテルブルクでは、マールイ劇場（ロシア語で「小劇場」の意）の愛称で親しまれている。ちなみに「大劇場」（ボリショイ劇場）はマリインスキー劇場をさす。
都市名
- 現在の名称：サンクトペテルブルク
- 別称・旧称等：サンクト・ペテルブルク、ペテルブルク、ペトログラード、レニングラード、サンクト・ピーテルブールフ、セントピーターズバーグ等。

## オペラ
ロシア革命以降、ソビエト連邦国内の著名な指揮者や音楽家が数多く公演した。
著名な初演
- 1930: 「鼻」 ー ドミートリイ・ショスタコーヴィチ
- 1934: 「ムツェンスク郡のマクベス夫人」 ー ドミートリイ・ショスタコーヴィチ
- 1946: 「戦争と平和」 ー セルゲイ・プロコフィエフ

## バレエ
団員の多くがマリインスキー・バレエの附属学校（ワガノワ・バレエ・アカデミー）の卒業生であり、ロシア国内でもトップクラスのバレエ団である。
バレエ団員は136名。
日本では、「レニングラード国立バレエ」という以前からの名称で公演している。
歴史
- 1933年6月13日、劇場附属のバレエ団として「マールイ・バレエ」（英語: Maly Ballet）が創設された。
- 2007年、「ミハイロフスキー・バレエ」（英語: Mikhailovsky Ballet）へ改称した。
- 2011年、ナチョ・ドゥアトが芸術監督に就任した（2014年に一旦退任し、2019年に再任）。

著名な初演
- 1936: 「明るい小川」 ー 振付:Fyodor Lopukhov、作曲:ドミートリイ・ショスタコーヴィチ

## オーケストラ
団員の多くがサンクトペテルブルク音楽院（旧レニングラード音楽院）の卒業生で、ロシア国内ではトップクラスの楽団である。
日本では、レニングラード国立歌劇場管弦楽団という以前からの名称で公演している。

## 歴代の音楽監督・首席指揮者
- 1918—1936: サムイル・サモスード
- 1936—1944: ボリス・ハイキン
- 1944—1956: （Эдуард Грикуров）
- 1956—1959: （Георгий Дониях）
- 1960—1969: （Эдуард Грикуров）
- 1969—1971: ゲンナジー・プロヴァトロフ
- 1977—1990: ヴァレンティン・コージン
- 1990—1992: ウラディーミル・ジーヴァ
- 1992—2009: アンドレイ・アニハーノフ
- 2009—2011: ペーテル・フェラネツ
- 2012—2018: ミハイル・タタルニコフ（Михаил Татарников）
- 2019—2020: アレクサンドル・ヴェデルニコフ